# M-Flo
Gli M-Flo sono un gruppo musicale hip hop giapponese formato dal DJ Taku Takahashi e dal rapper Verbal.
Del gruppo ha fatto anche parte, dal 1997 al 2002, la cantante Lisa. Nel 2008 il gruppo si è preso una pausa per progetti paralleli durata fino al 2012, anno in cui sono riprese le attività a nome M-Flo.

## Formazione
- Verbal (vero nome Young-Kee Yu;류영기), nato il 21 agosto 1975 - voce
- Taku Takahashi (高橋 拓), nato il 29 marzo 1974 - DJ, produzione

Ex membri
- Lisa (vero nome Elizabeth Sakura Narita; 成田), nata il 26 ottobre 1974 - voce (1997–2002)

## Discografia
Album studio
- 2000 - Planet Shining
- 2001 - Expo Expo
- 2004 - Astromantic
- 2005 - Beat Space Nine
- 2007 - Cosmicolor
- 2012 - Square One
- 2013 - Neven
- 2014 - Future Is Wow

Raccolte
- 2003 - The Intergalactic Collection
- 2008 - Award Supernovs: Loves Best
- 2009 - MF10: 10th Anniversary Best

Album remix
- 2000 - The Replacement Percussionists
- 2001 - Expo Bōei Robot Gran Sonik
- 2004 - Astromantic Charm School
- 2005 - Dope Space Nine
- 2007 - ElectriColor

Live
- 2001 - M-Flo Tour 2001 Expo Expo

Album tributo
- 2009 - Tribute: Maison de M-Flo
- 2011 - Tribute: Stitch the Future and Past